# Храм Воскресения Христова (Уфа)
Храм Воскресения Христова — недостроенный действующий православный храм в честь Воскресения Иисуса Христа в историческом районе Глумилино города Уфе.

## Описание
Имеет внешнее сходство с уничтоженным в 1932 году Воскресенским кафедральным собором, по образу которого строится.

## История
Летом 2003 года начато строительство храма Кирилла и Мефодия по проекту архитектора Р. И. Кирайдта по Комсомольской улице на части антенного поля Радиостанции имени Коминтерна РК-1, противоположно деревянному храму Кирилла и Мефодия (построен как моленный дом). В 2007 году построено здание храма. С 2008 года стройка полностью заморожена.
В 2016 году появилась информация о возможном возобновлении строительства к посещению Патриархом Кириллом Уфы. В 2017 году Фонд содействия сохранению и воссозданию объектов культурно-исторического и архитектурного наследия города Уфы «Имэн Кала» под председательством С. А. Веремеенко занимался вопросом завершения строительства.
На 2020 год вложено 250 млн рублей (200 млн рублей — из фонда «Имэн Кала»), готовность храма — 80 %, всего на завершение может потребоваться около 1 млрд рублей. В 2021 году на оперативном совещании Администрации города от главы С. Н. Грекова стало известно, что благоустройство храма планируется завершить к 2024 году — к 450-летию Уфы.

## Галерея

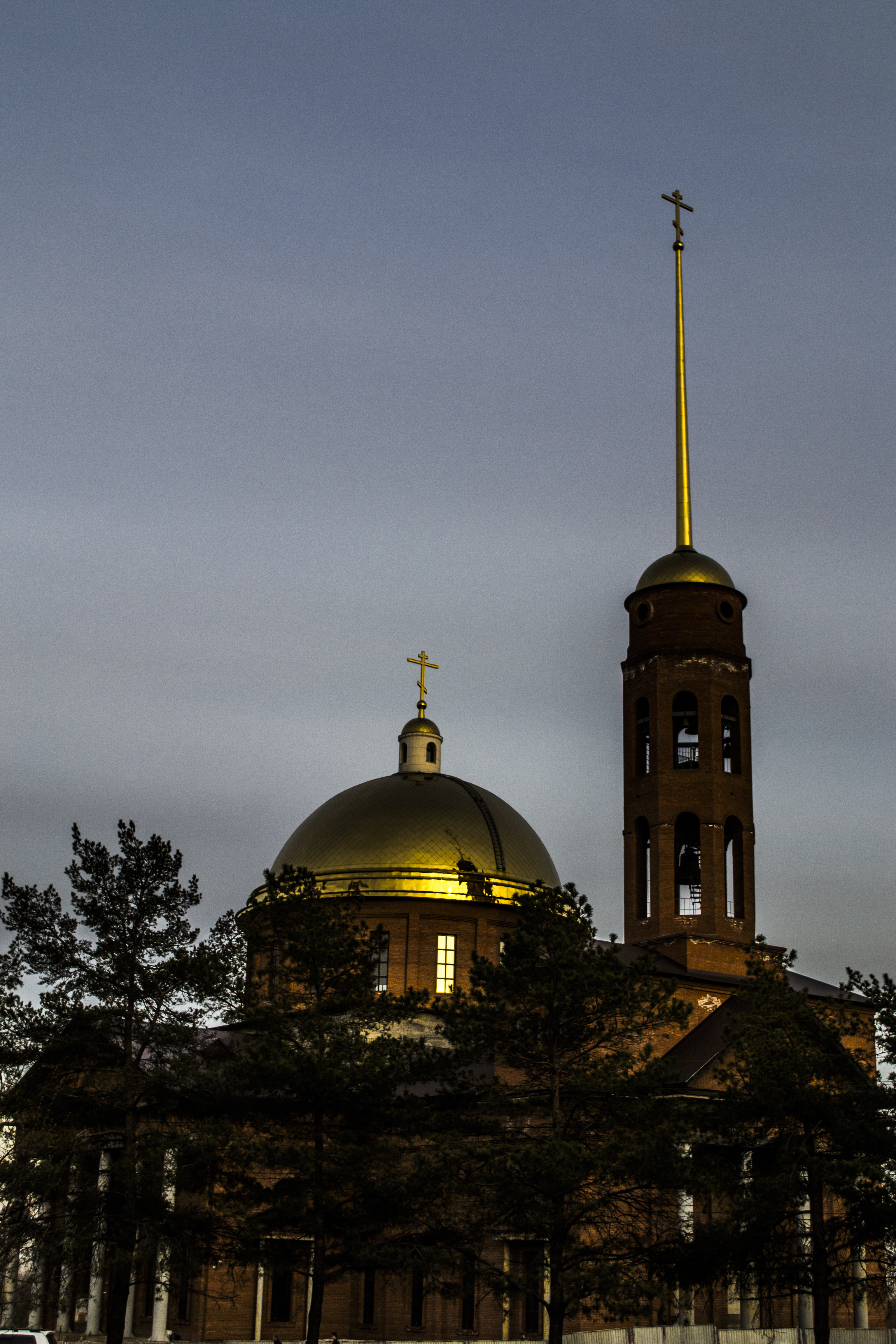
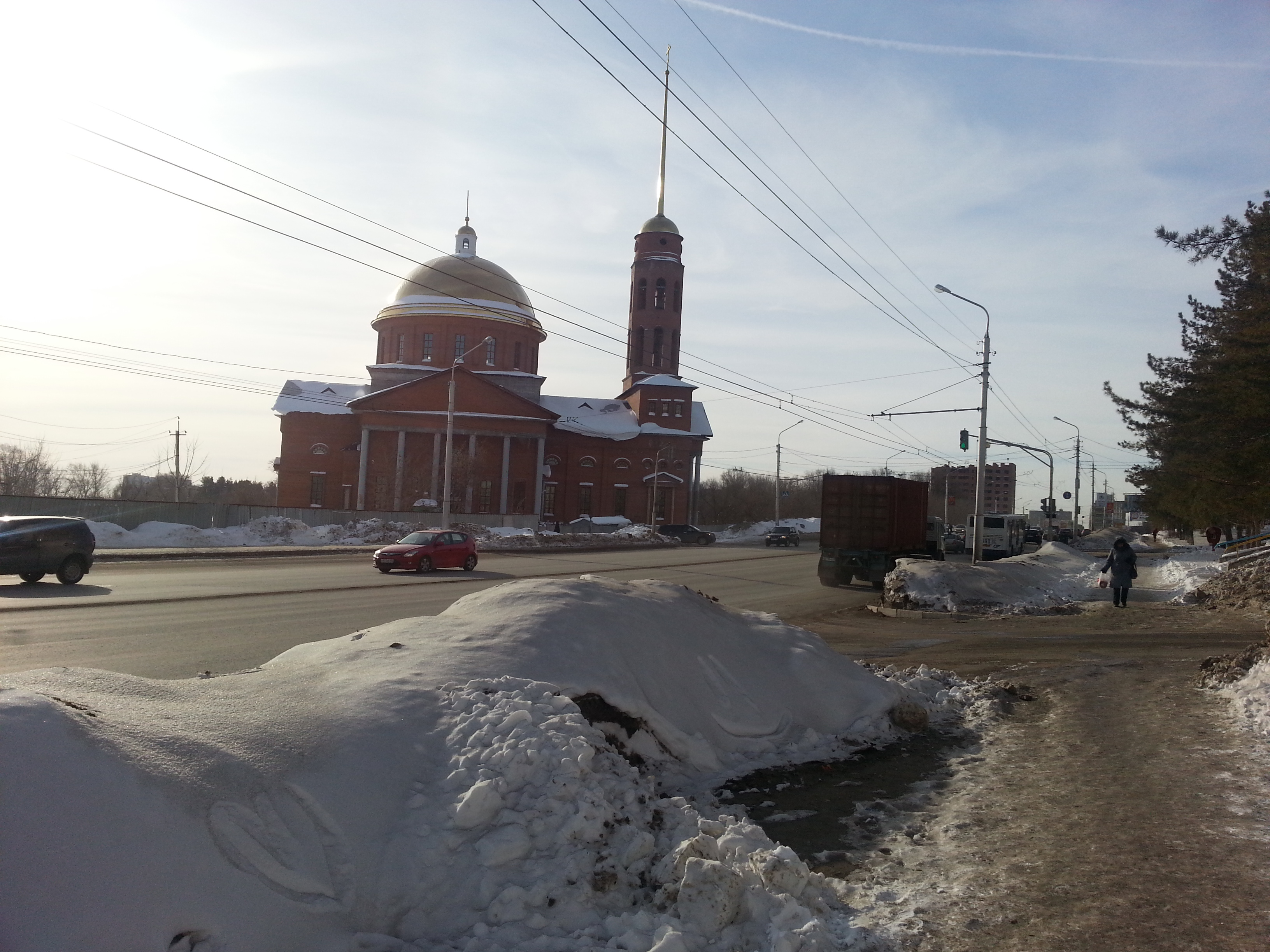